# 蔡城塘
蔡城塘是一个位于中国安徽省合肥市的淡水湖，面积约为2.12平方千米，属于淮河区。它的一级流域为淮河流域，二级流域为淮河干流水系。